# Pribitz (Hochschwabgruppe)
Die Pribitz ist ein 1579 m ü. A. hoher markanter Berg im Hochschwabgebiet in der Steiermark. Diese bildet gemeinsam mit der östlich gelegenen Meßnerin (1835 m ü. A.) den nördlichen Talabschluss des Lamingtals über Tragöß. Der Name des Berges dürfte auf den slawischen Personennamen Pribyslav zurückgehen.

## Routen zum Gipfel
Auf die Pribitz gibt es mehrere Aufstiegsvarianten, unter anderem vom Parkplatz des Grünen See aus führt die Route zuerst über Forstwege auf die Klammhöhe und anschließend auf die Hochfläche der Pribitz. Links an der Pribitzalm (1405 m ü. A.) vorbei erreicht man das Pribitz-Gipfelplateau mit Ausblick auf den Grünen See.
Die zweite Route führt von der Pfarreralm bei Jassing weg, über den Stockerwandsteig und Mehlofensteig bis hin zur Pribitzalm. Weiter über die Sonnschienalm erreicht man den Gipfel der Pribitz.

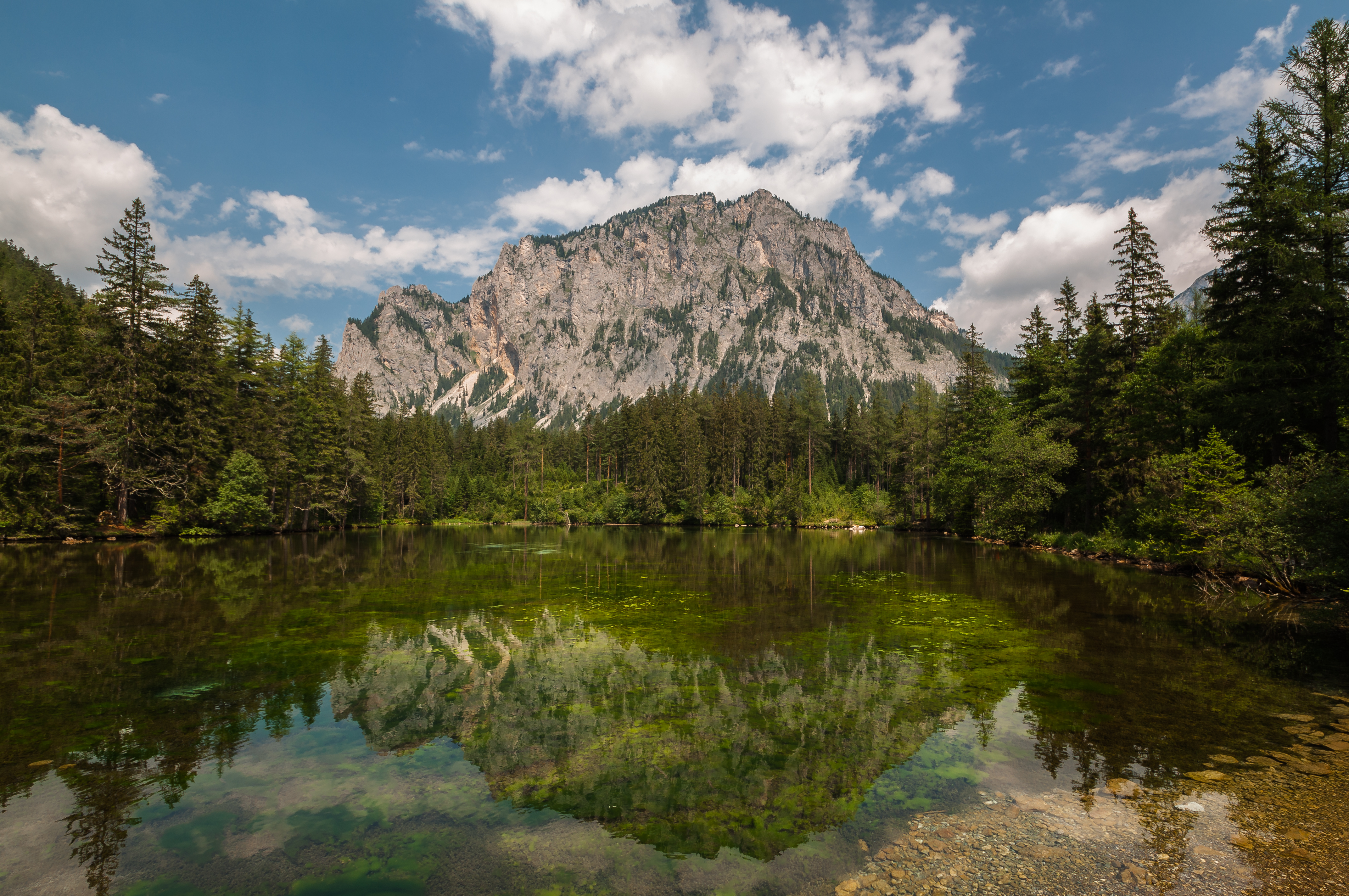
Pribitz mit dem Kreuzteich bei Tragöß, Steiermark